# Luchthaven Pleiku
De luchthaven Pleiku (Vietnamees: Sân bay Pleiku) is een luchthaven ten zuiden van Pleiku in de provincie Gia Lai, Vietnam. De luchthaven ligt 2 km van de binnenstad. In 2005 verwerkte het 240.000 passagiers.